# 東林 (伊利諾伊州)
東林（英語：East Lynn）是位於美國伊利諾伊州弗米利恩縣的一個非建制地區。該地的面積和人口皆未知。

## 地理
東林的座標為40°27′59″N 87°48′00″W / 40.46639°N 87.80000°W，而該地的平均海拔高度為212米（即696英尺）。